# Крестилово
Крести́лово — деревня в Локнянском районе Псковской области России. 
Входит в состав Самолуковской волости.

## География
Расположена в 10 км к югу от райцентра Локня на железной дороге Дно — Бежаницы — Локня — Великие Луки. Железнодорожная станция Стримовичи.

## Население
| 2001 | 2002 | 2010 |
| ---- | ---- | ---- |
| 701  | ↘596 | ↘439 |

Численность населения деревни по оценке на начало 2001 года составляла 701 житель.

## История
С января 1995 до апреля 2015 года деревня была административным центром ныне упразднённой Алексеевской волости.